# George Irving Bell
George Irving Bell (* 4. August 1926 in Evanston (Illinois); † 28. Mai 2000) war ein US-amerikanischer Bergsteiger und Wissenschaftler.

## Leben
George Irving Bell studierte an der Harvard University Physik und arbeitete nach seiner Promotion im Los Alamos National Laboratory auf dem Gebiet der theoretischen Kernphysik. 1967 wurde er Fellow der American Physical Society. Später konzentrierte er sich auf die Biologie und forschte erfolgreich auf dem Gebiet der Immunologie.
Als Bergsteiger nahm er in den 1950er und 1960er Jahren an mehreren wichtigen amerikanischen Expeditionen teil. Sein bedeutendster Erfolg war 1960 die Erstbesteigung des Masherbrum (7821 m) zusammen mit Willi Unsoeld.
Bell wurde 1981 mit dem David A. Sowles Memorial Award vom American Alpine Club geehrt.

## Alpinistische Leistungen (Auszug)
- Yerupajá, 6635 m (Cordillera Huayhuash, Peru); 1950 gelang einer von G. I. Bell organisierten Expedition die Erstbesteigung über Südflanke und Westwand, den Gipfel erreichten David Harrah und James Maxwell.
- Salcantay, 6271 m (Cordillera Vilcabamba, Peru), Erstbesteigung 1952 zusammen mit Fred D. Ayres, David Michael Jr., W. V. Graham Matthews, Claude Kogan und M. Bernard Pierre
- K2, 8611 m (Karakorum), Besteigungsversuch 1953, die amerikanische K2-Expedition erreicht eine Höhe von 7800 m (Camp VIII) mit Art Gilkey, Tony Streather, Charles Houston, Dee Molenaar und Pete Schoening
- Masherbrum, 7821 m (Karakorum), 1960 Erstbesteigung über die Südostwand mit Willi Unsoeld